# Камбоджийская партия национального единства
Камбоджийская партия национального единства (кхмер. គណបក្សសាមគ្គីជាតិកម្ពុជា) — политическая организация Красных кхмеров в 1992-1997 годах. Создана на базе Партии Демократической Кампучии после завершения многолетней войны и роспуска оппозиционной коалиции. Вела вооружённую борьбу против властей Королевства Камбоджа, контролировала ряд труднодоступных районов. Распалась в результате раскола в руководстве «Красных кхмеров».

## Предыстория
В октябре 1991 года были подписаны Парижские соглашения об урегулировании камбоджийского конфликта. Были достигнуты договорённости о восстановлении Королевства Камбоджа, возвращении на трон Нородома Сианука, проведении свободных выборов. Следствием соглашений стал роспуск Коалиционного правительства Демократической Кампучии. (CGDK) Составляющие CGDK структуры перешли к самостоятельной политике.
Монархическая партия ФУНСИНПЕК Нородома Сианука и национал-либеральный KPNLF Сон Санна (преобразованный в Буддистскую либерально-демократическую партию) признали соглашения и начали подготовку к выборам. Третий участник коалиции — Партия Демократической Кампучии — формально возглавлялась Кхиеу Самфаном, но реально контролировалась Пол Потом, Нуон Чеа, Иенг Сари и командованием Национальной армии Демократической Кампучии (НАДК) во главе с Сон Сеном и Та Моком.

## Идеологические зигзаги
После роспуска Партии Демократической Кампучии, 30 ноября 1992 на её основе была учреждена Камбоджийская партия национального единства (КПНЕ). Официально её лидером стал Кхиеу Самфан, заместителем — Сон Сен.
Новая партия оставила прежние лозунги «демократического социализма» (не говоря о коммунизме) и объявила своей целью «установление либеральной демократии». Такие декларации «Красных кхмеров» — известных как организаторы полпотовского геноцида — производили впечатление гротеска, но соответствовали общемировому тренду 1990-х годов.
При этом создатели новой партии давали понять, что утверждение либеральной демократии является «сложной работой» и потребует серьёзных усилий, для которых необходим опыт и потенциал «Красных кхмеров». Из этого делался вывод, что в реальности идеология и политическая практика полпотовцев не претерпели принципиальных изменений. Показательно, что партия сохранила военное крыло в виде НАДК.

## Война и распад
Первоначально КПНЕ изъявила намерение участвовать в выборах, назначенных на май 1993 года. Была развёрнута предвыборная агитация. Активность КПНЕ вызывала серьёзное беспокойство не только правящего режима Хун Сена, но и бывших партнёров по CGDK.
Жёсткий курс полпотовцев, их острые конфликты с властями, бывшими союзниками и представителями ООН привели к решению КПНЕ бойкотировать выборы. КПНЕ/НАДК возобновили полномасштабную партизанскую войну, взяв под контроль несколько труднодоступных районов на западе Камбоджи. По оценкам международных экспертов, на этих территориях проживали более 5 % населения страны. В июле 1994 было провозглашено Временное правительство национального единства и национального спасения Камбоджи во главе с Кхиеу Самфаном, базировавшееся в Пайлине.
Поскольку «Красные кхмеры» не имели теперь никакой поддержки извне, вооружённая борьба была явно бесперспективной. В августе 1996 с Пол Потом демонстративно порвал Иенг Сари. Он принял правительственную амнистию, основал партию Движение демократического национального союза и фактически получил от властей неформальные полномочия на управление Пайлином. (Впоследствии Иенг Сари был арестован и отдан под суд.) Весной 1997 в руководстве «Красных кхмеров» возникла кровавая междоусобица: по приказу Пол Пота был убит Сон Сен, после чего сам Пол Пот был взят под арест распоряжением Нуон Чеа, Та Мока и Кхиеу Самфана.
В результате раскола КПНЕ фактически распалась. В мае 1997 Кхиеу Самфан учредил Кхмерскую партию национальной солидарности — последнюю политическую структуру «Красных кхмеров».